# Czyszczenie (leśnictwo)
Czyszczenia (leśnictwo) - zabiegi pielęgnacyjne w okresie uprawy i młodnika mające na celu poprawienie jakości hodowlanej drzewostanu.
Wyróżnia się:
- czyszczenia wczesne,
- czyszczenia późne.

Zarówno w czyszczeniach wczesnych jak i późnych priorytet stanowią względy hodowlane. Zdarza się, że podczas czyszczeń, pozyskiwane są sortymenty drzewne. Takie sytuacje leśnicy nazywają czyszczeniami z masą (masa drewna w języku technicznym, leśnym oznacza objętość drewna).